# セルソ・ボルヘス
セルソ・ボルヘス・モーラ（Celso Borges Mora,  1988年5月27日 - ）は、コスタリカ・サンホセ出身のプロサッカー選手。コスタリカ代表。 同国代表最多出場記録保持者。LDアラフエレンセ所属。ポジションはMF。

## クラブ経歴
1988年にブラジル出身でコスタリカ代表として活躍したアレシャンドレ・ギラマエス  (Alexandre Guimarães)  の息子として首都サンホセで生まれる。2006年に国内リーグのデポルティーボ・サプリサでプロデビュー。リーグ優勝など、数々のタイトルを獲得した。
2009年1月、ノルウェー・エリテセリエンのフレドリクスタFKに移籍。2011シーズンまで主力として活躍した。
2012年1月、スウェーデン・アルスヴェンスカンのAIKソルナに移籍。同チームでも2014年シーズンまで主力として活躍。
2015年1月14日、リーガ・エスパニョーラのデポルティーボ・ラ・コルーニャにローン移籍で加入。1部残留を繰り広げるチーム状況の真っ只中の加入となったが、17試合で3ゴールを記録し、1部残留に貢献。続く2015-16、2016-17シーズンも1部残留に貢献した。

## 代表経歴
2005年にU-17のコスタリカ代表に招集され、2008年にフル代表デビュー。2009年、2011年、2013年、2015年のCONCACAFゴールドカップや2016年のコパ・アメリカ・センテナリオなとの主要大会に出場。更に2014 FIFAワールドカップでは、決勝トーナメント1回戦のギリシャ代表で、PK戦でゴールを決め、同国代表初のベスト8に導いた。
2022年11月4日、カタールW杯に向けたメンバーの1人に選ばれた。

## その他
父のアレシャンドレ・ギラマエスは、1959年にブラジル・アラゴアス州マセイオ出身で、1980年にコスタリカに活躍の場を求め、後に同国に帰化。1985年から1990年にかけてコスタリカ代表でプレーし、1990 FIFAワールドカップでは、同国代表を初の本大会出場に導きベスト16に進出。また監督としても2002年、2006年大会出場に導いた。

## 代表歴

### 出場大会
- コスタリカ代表
  - 2014 FIFAワールドカップ
  - 2018 FIFAワールドカップ
  - 2022 FIFAワールドカップ

### 試合数
- 国際Aマッチ 163試合 27得点（2008年-）[6]

| コスタリカ代表 | 国際Aマッチ | 国際Aマッチ |
| 年             | 出場        | 得点        |
| -------------- | ----------- | ----------- |
| 2008           | 7           | 2           |
| 2009           | 15          | 5           |
| 2010           | 3           | 0           |
| 2011           | 10          | 1           |
| 2012           | 5           | 1           |
| 2013           | 20          | 5           |
| 2014           | 13          | 5           |
| 2015           | 14          | 0           |
| 2016           | 11          | 2           |
| 2017           | 10          | 0           |
| 2018           | 10          | 0           |
| 2019           | 12          | 2           |
| 2020           | 1           | 0           |
| 2021           | 15          | 3           |
| 2022           | 12          | 1           |
| 2023           | 5           | 0           |
| 通算           | 163         | 27          |